# Storia della sessualità umana

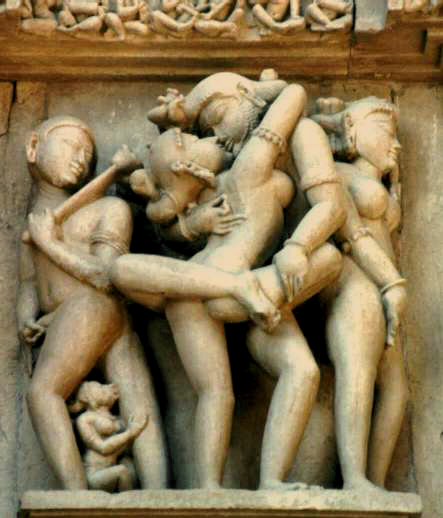
Una delle molteplici sculture presenti nel tempio di Khajuraho e raffiguranti atti sessuali.

La costruzione sociale del comportamento sessuale umano, con i suoi tabù e regolamentazioni comunitarie e politiche, ha avuto un profondo effetto ed impatto sulle differenti culture del mondo, a partire dalla Preistoria fino ai giorni nostri.

## Lo studio della storia della sessualità umana
L'opera e gli studi del giurista ed antropologo svizzero Johann Jakob Bachofen hanno avuto un notevole impatto sullo studio della storia della sessualità umana. Molti autori successivi, in particolare Lewis Henry Morgan e Friedrich Engels, hanno subito influenze da Bachofen pur nel contempo criticando alcune sue idee in materia, avendole egli quasi interamente tratte da un'attenta lettura della mitologia classica.
Nel suo libro del 1861 sulla storia de Il matriarcato l'autore scrive che all'inizio la sessualità umana era caotica e promiscua, viveva cioè e si realizzava in uno stato "afroditico" (dal nome di Afrodite); questa fase è stata sostituita dallo stato matriarcale "demeterico" (dal nome di Demetra), il cui maggior risultato è stata la considerazione che la discendenza matrilineare sia l'unica via affidabile per stabilire la legittimità dei figli: era l'epoca del matriarcato.
Soltanto il passaggio alla monogamia ha dato la possibilità di stabilire con certezza anche la paternità; ciò ha dato origine al patriarcato, il dominio maschile sopra i figli e quindi conseguentemente anche sulla società e la storia del mondo. Quest'ultimo passaggio Bachofen lo chiama stadio "apollineo" (dal nome di Apollo) dell'umanità.
Questo punto di vista, nonostante il fatto di non esser basato su prove empiriche, ha avuto un impatto importante sui pensatori a venire, soprattutto nel campo dell'antropologia culturale.
Le moderne spiegazioni riguardanti le origini della sessualità umana si basano essenzialmente sulla biologia evolutiva ed in particolare sul campo specifico definito "ecologia comportamentale umana"; la biologia dimostra che il genotipo umano, come quello di tutti gli altri organismi, è il risultato di tutti quegli antenati che si riproducevano con maggior frequenza rispetto ad altri.
I risultanti adattamenti del comportamento sessuale non sono pertanto un tentativo da parte dell'individuo di massimizzare la riproduzione in una data situazione, in quanto la selezione naturale non "vede" nel futuro; invece il comportamento attuale è con tutta probabilità il risultato di forze selettive verificatesi durante il Pleistocene.

## Storia della sessualità umana nelle varie culture

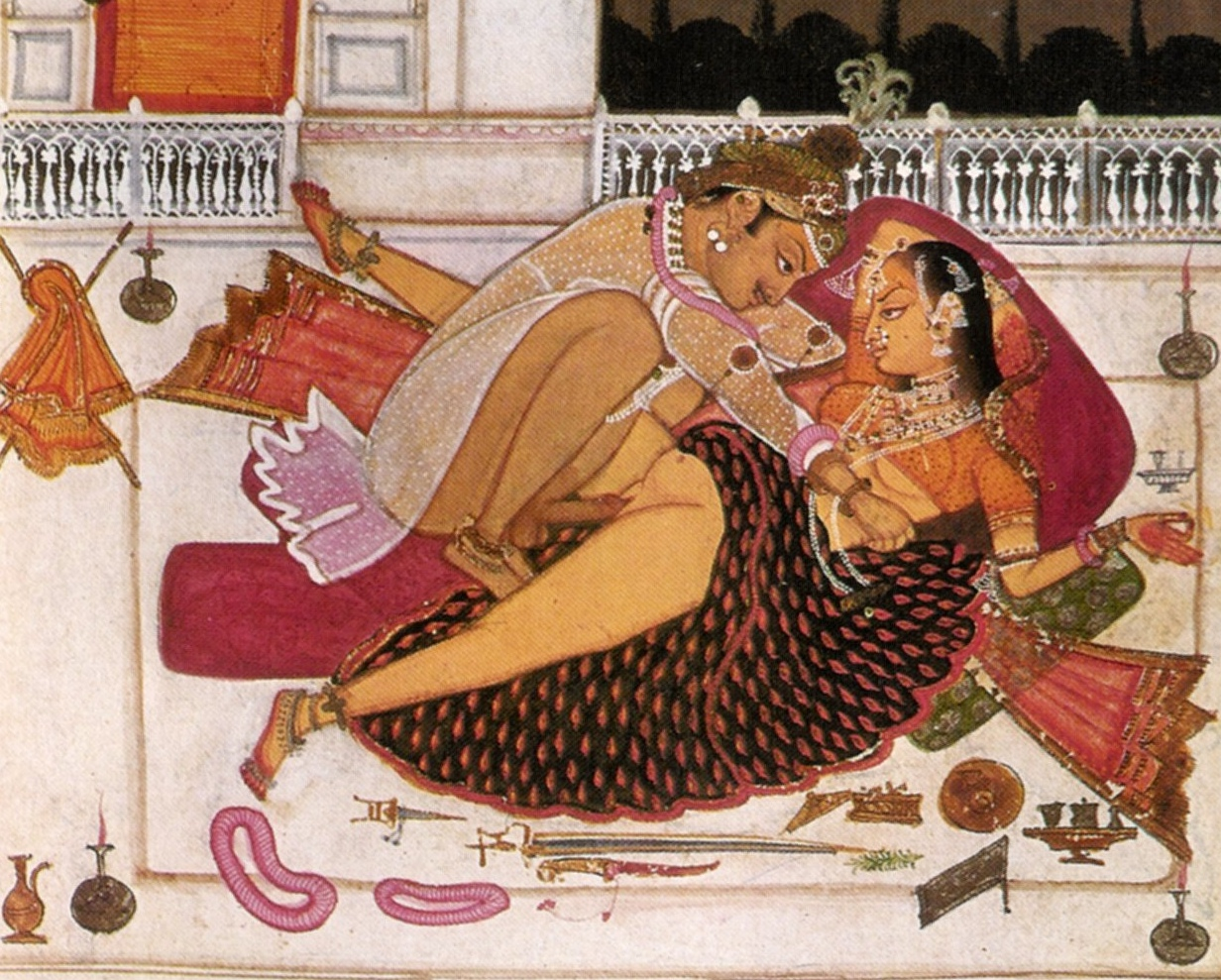
Il principe e la sua signora sulla terrazza di notte. Miniatura del Rajasthan (1790).

### India
La letteratura indiana ha avuto un ruolo decisamente significativo nella storia della sessualità umana, avendo prodotto alcune tra le prime opere al mondo che hanno trattato il rapporto sessuale come una vera e propria "scienza artistica", originando atteggiamenti e idee nei riguardi del sesso che giungono fino ai tempi moderni col milieau filosofico della New Age.
Si può pertanto sostenere che l'India antica, con le sue opere culturali, ha aperto la strada ad una forma di educazione sessuale attraverso l'arte e la letteratura. Come in molte altre società, anche qui vi era una notevole differenza di liceità nell'esercizio delle pratiche sessuali, a seconda che venissero esercitate dalle persone comuni del popolo o dai potenti governanti e dai nobili; con i secondi che spesso indulgevano in stili di vita edonistici che non erano rappresentativi degli atteggiamenti morali comuni.

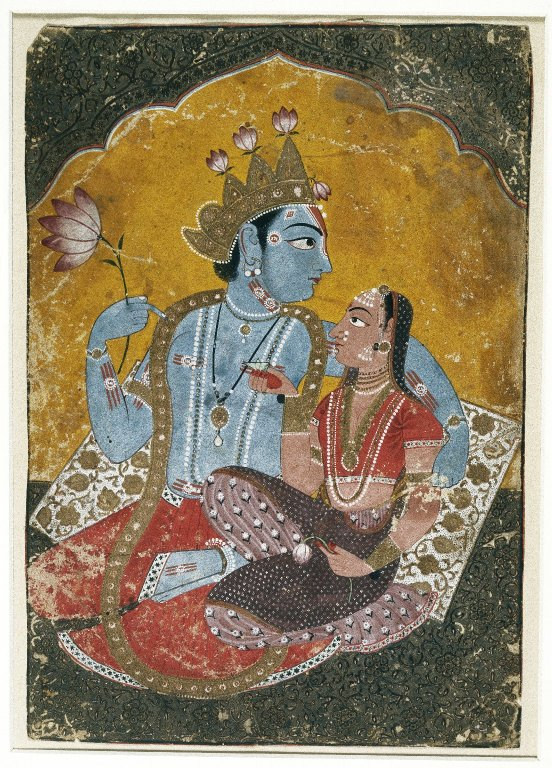
La coppia divina di Kṛṣṇa e Rādhā, acquarello del XVII secolo. L'amore del dio con Rādhā, la sua preferita fra le pastorelle, è stato ed è tuttora soggetto d'ispirazione per una vasta letteratura religiosa, spesso dai risvolti decisamente erotici.

La prima prova degli atteggiamenti sostenuti nei confronti della sessualità viene dagli antichi testi dell'Induismo, del Buddismo e del Giainismo, i primi dei quali sono forse la più antica letteratura superstite del mondo. Questi testi più antichi, accomunati sotto l'unica denominazione di Veda, rivelano anche prospettive morali nei riguardi della sessualità, del matrimonio e dell'influenza di certe preghiere e riti specifici sulla fertilità.
La magia sessuale antica viene descritta in un certo numero di rituali vedici, la maggior parte trattata in modo significativo nell'Aśvamedha Yajna, dove il rito apposito culmina con la regina principale che si ritrova a simulare l'atto sessuale con un cavallo morto; chiaramente un rito di fertilità mirante a salvaguardare ed aumentare la produttività del regno e le abilità marziali.
I poemi epici dell'India antica poi, il Rāmāyaṇa e il Mahābhārata la cui primissima composizione potrebbe risalire fino al 1400 a.C. - hanno avuto un effetto enorme sulla cultura dell'Asia intera, influenzando successivamente le vicine culture cinese, giapponese, tibetana e del Sudest asiatico. Questi testi sostengono l'opinione che nell'antica India, il sesso era considerato un dovere reciproco tra una coppia sposata, dove marito e moglie si donavano vicendevolmente piacere sessuale allo stesso modo, ma anche che la sessualità era di fatto un affare strettamente privato, almeno per i seguaci delle religioni indiane di cui sopra.
Sembra inoltre che la poligamia sia stata permessa nei tempi più antichi; in pratica però questa sembra essere stata realmente utilizzata solo dai governanti, con la gente comune del popolo che invece manteneva uno status di matrimonio monogamico. È comune in molte culture per una classe dirigente di praticare la poligamia come un modo per preservare la successione dinastica.

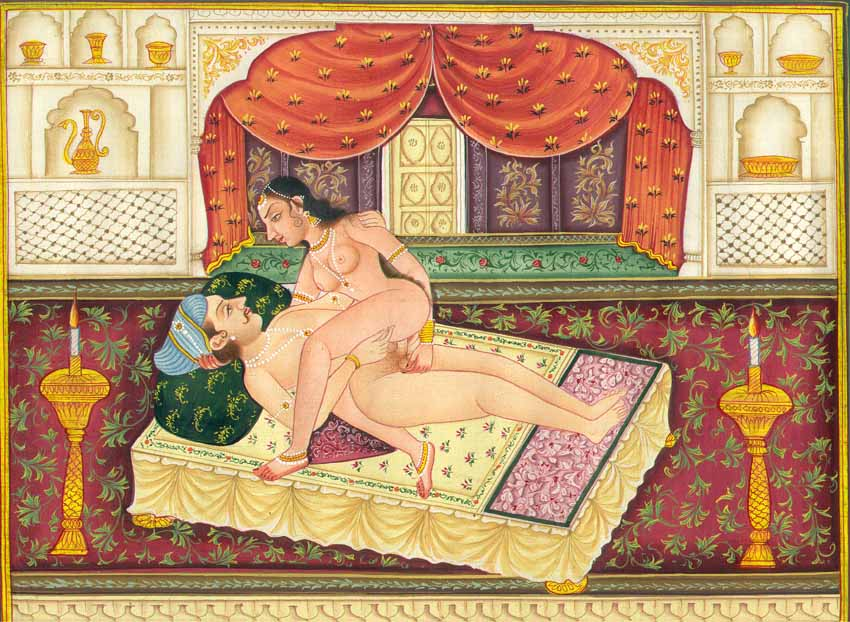
Una delle illustrazioni tratte dal Kāma Sūtra.

La letteratura erotica dell'India è maggiormente conosciuta per il testo pubblicato sotto il nome di Kāma Sūtra. Questo manuale sessuale è stato scritto per essere indirizzato specificamente alla casta guerriera e alla nobiltà, ai loro servi e alle concubine, oltre che a certe scuole filosofiche e ordini religiosi. Queste erano in pratica le uniche persone che potevano anche leggere e scrivere e che avevano ricevuto una qualche forma di istruzione e educazione.
Le sessantaquattro arti d'amore (ovvero i 64 modi di creare passione e donare piacere descritte nel "Sutra di Kama") hanno iniziato la tradizione mistico-erotica letteraria in India. Ci sono molte versioni differenti delle arti amorose che hanno avuto inizio in lingua sanscrita e che sono via via state tradotte in altre lingue, come la lingua persiana o la lingua tibetana. Molti dei testi originali sono mancanti e l'unico indizio per la loro esistenza è in altri testi.

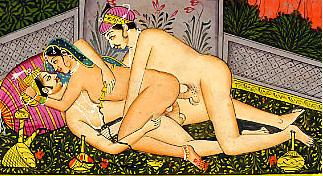
Raffigurazione di un trio (threesome) composto da una donna e due uomini così come viene descritto nel Kāma Sūtra.

La versione stilata da Vatsyayana, è una di quelle sopravvissute più note; essa è stata tradotta per la prima volta in inglese da Sir Richard Francis Burton e da Forster Fitzgerald Arbuthnot. Il Kama Sutra è ora forse il più ampiamente conosciuto e letto testo secolare nel mondo. Esso descrive in maniera quantomai dettagliata i modi in cui i partner dovrebbero trovare piacere a vicenda all'interno di un rapporto coniugale (ma non solo).
Quando la cultura islamica prima e quella vittoriana inglese poi approdarono in India, hanno entrambe generalmente avuto un impatto negativo sul liberalismo sessuale indiano. Nel contesto delle religioni indiane, come l'induismo , il buddismo , il giainismo e il sikhismo, il sesso è per lo più inteso o come un dovere morale (dharma) di ogni partner nei confronti dell'altro in un rapporto matrimoniale a lungo termine, oppure è visto come un desiderio che ostacola il distacco spirituale e che dev'essere così rinnegato (ciò in ambito monastico e ascetico).

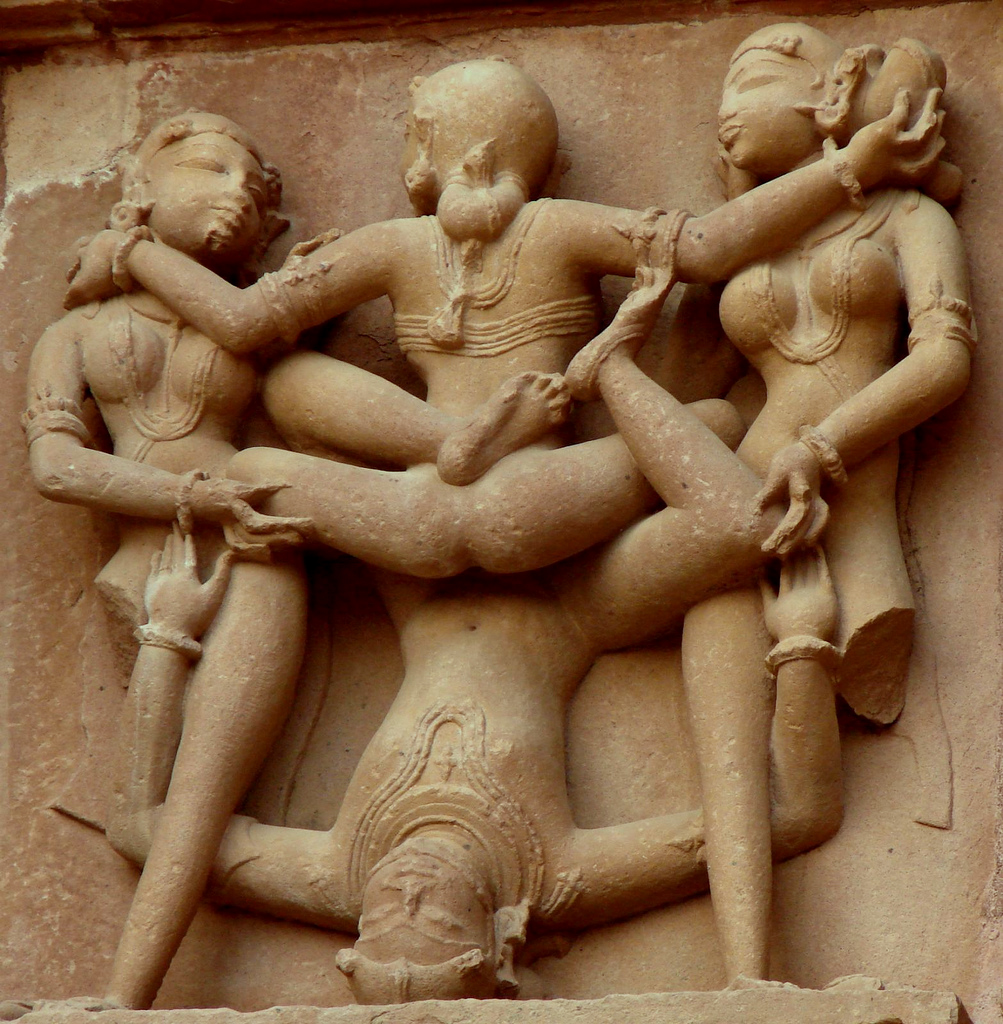
Una delle posizioni sessuali acrobatiche descritte nel Kāma Sūtra rappresentata nella scultura erotica di Khajuraho.

Nella moderna India, una rinascita del liberalismo sessuale si è verificato tra la popolazione urbana ben istruita, ma vi è ancora una forte discriminazione e gli incidenti causati da matrimonio forzato sono ancora alquanto frequenti tra i più poveri.
All'interno poi di alcune tra le maggiori scuole filosofiche indiane, come il tantrismo, viene posta una particolare attenzione alla sessualità, veduta come dovere sacro o anche come percorso possibile verso l'illuminazione spirituale, associata ad una forte enfatizzazione al perfetto equilibrio dato dallo Yoga. In ogni caso il rapporto sessuale reale non è parte di ogni forma di pratica tantrica, ma è la caratteristica definitiva della cosiddetta "Via della mano sinistra".
Contrariamente alla credenza popolare, il "sesso tantrico" non è sempre lento e sostenuto (vedi coito riservato), e può anche finire con l'orgasmo. Ad esempio, lo "Yoni Tantra" afferma: "ci dovrebbe essere copulazione vigorosa". Tuttavia, tutto il tantra afferma altresì che ci sono stati alcuni gruppi di personalità che non erano adatte per certe pratiche. Si insiste particolarmente sulle personalità considerate pashu-bhava (che hanno la disposizione degli animali), che sono persone di natura disonesta, promiscue, avide o violenti che hanno mangiato carne e che vivono in ambienti e con abitudini intossicanti; questi pertanto sarebbe capaci solo di incorrere in cattivo karma se si avventurassero nei percorsi tantrici sessuali senza l'aiuto di un guru che possa dare acute istruzioni passo dopo passo sul percorso corretto da intraprendere.
Nel tantra buddista, l'eiaculazione reale è molto più un tabù, come l'obiettivo principale della pratica sessuale è invece quello di utilizzare l'energia sessuale verso la realizzazione della piena illuminazione, piuttosto che come un piacere ordinario.

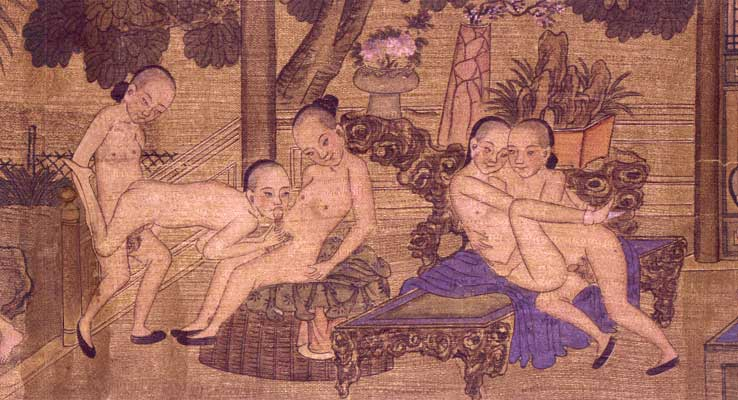
Giochi erotici tra giovani maschi, Dinastia Qing.

### Cina
(La seguente parte risente dell'opinione dell'autore ed andrebbe ricontrollata.)
Nell'I Ching (Il "libro dei mutamenti"), testo classico di divinazione cinese, il rapporto sessuale è uno dei due modelli fondamentali utilizzati per spiegare il mondo; senza imbarazzi né alcuna perifrasi viene descritto come il Cielo scenda dall'alto per avere incontri sessuali con la Terra.
Allo stesso modo, senza alcun senso d'interesse pruriginoso, gli amanti maschili dei primi grandi uomini di potere vengono tranquillamente menzionati in una delle prime grandi opere di filosofia e Letteratura cinese classica, il Chuang Tzu.

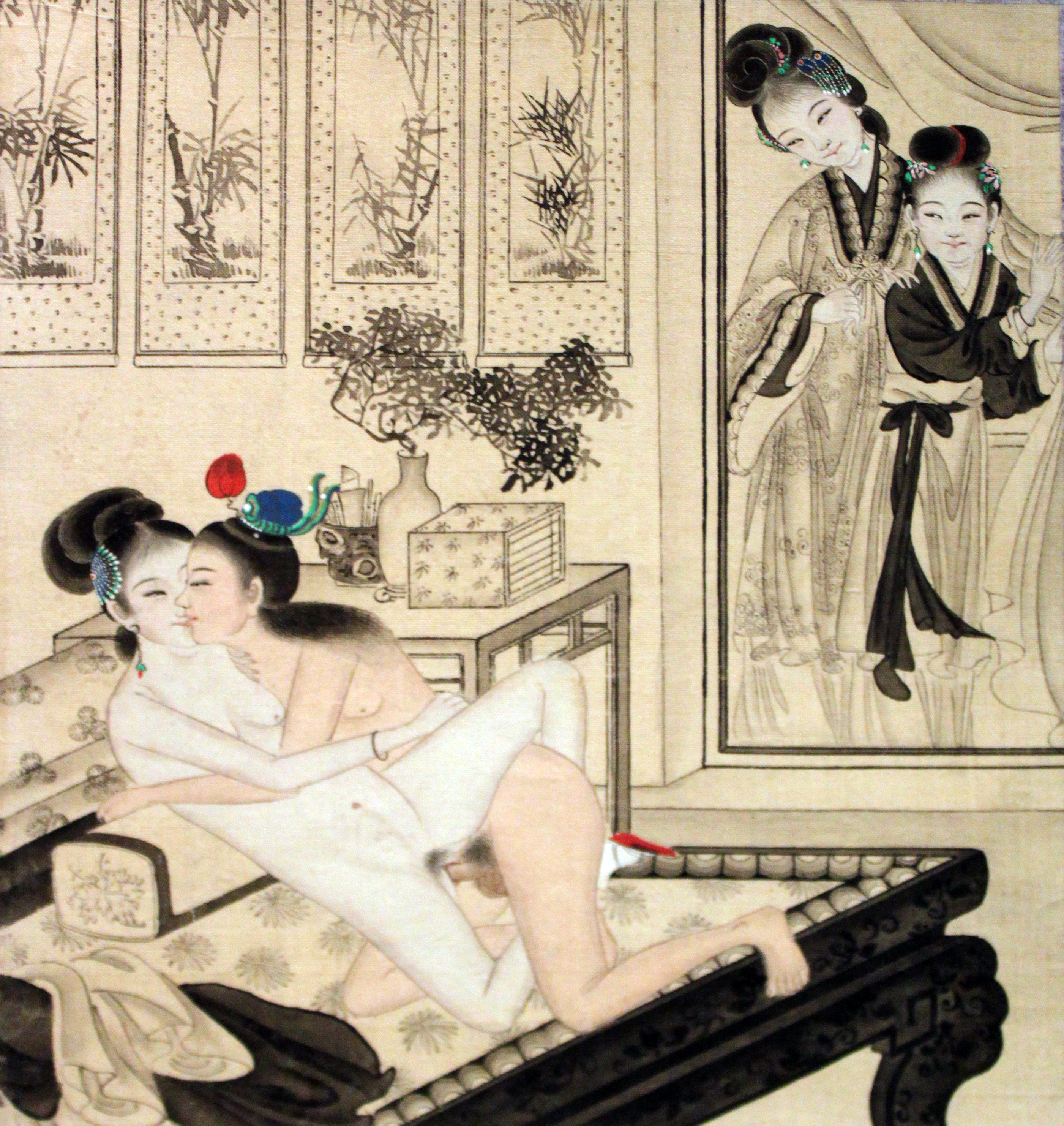
Stampa erotica del XIX secolo.

La Cina ha avuto altresì anche una lunga storia di sessismo, con alcuni tra i massimi leader morali del paese (Confucio in primis) a fare descrizioni e dare opinioni estremamente negative nei confronti delle donne, dando valenza peggiorativa alle loro "caratteristiche innate". Fin dai tempi più antichi, la verginità della donna è stata rigidamente applicata dalla famiglia e la comunità l'ha legata al valore monetario delle donne come una sorta di commodity (la "vendita" delle donne che contempla il pagamento di un "prezzo della sposa").
Gli uomini sono stati invece sempre protetti nelle proprie avventure sessuali da un doppio standard di giustizia e legalità. Mentre la prima moglie di un uomo con qualsiasi tipo di status sociale nella società tradizionale era quasi certamente scelta per lui dal padre e/o dal nonno, lo stesso uomo avrebbe potuto poi garantire per se stesso se solo lo avesse voluto partner sessuali più desiderabili con lo status di concubine. Inoltre, anche i servi (sia maschi che femmine) in suo possesso potevano essere sessualmente a sua disposizione. Naturalmente, non tutti gli uomini avevano le risorse finanziarie per concedersi così grandi lussi liberali.
La letteratura mostra inoltre una lunga storia d'interesse nei riguardi dell'affetto e della felicità coniugale, ma anche delle storie che oggi potremmo tranquillamente definire di amore libero, della sessualità esplicita e dei flirt amorosi, oltre che dei legami omosessuali; tutti questi aspetti del comportamento che da sempre all'interno della Civiltà occidentale vengono ricollegati alla sessualità.
Oltre ai già citati passaggi, l'espressione sessuale viene esposta in altre opere letterarie come la "Biografia di Cui Yingying", i "Sei racconti di vita fluttuante" (o biografia di Shen Fu), il divertente e volutamente salace Chin P'ing Mei (del tutto simile all'occidentale Fanny Hill. Memorie di una donna di piacere), ed il multiforme e perspicace Il sogno della camera rossa (detta anche "Sogno della Pietra"). Tra questi, solo la storia di Yingying e del suo marito di fatto, Zhang, descrivono apertamente e ponendoli sullo stesso piano sia i rapporti omosessuali che le interazioni eterosessuali.
Il romanzo intitolato "Rou bu Tuan" (conosciuto in occidente come Il tappeto da preghiera di carne) arriva a descrivere trapianti di organi tra specie umana e animale per motivi di miglioramento delle prestazioni sessuali. Appartengono a pieno diritto alla letteratura cinese anche i testi classici del taoismo. Questa tradizione filosofica cinese ha permesso lo sviluppo delle tecniche di sessualità taoista i cui tre obiettivi principali sono: salute, longevità e sviluppo spirituale.

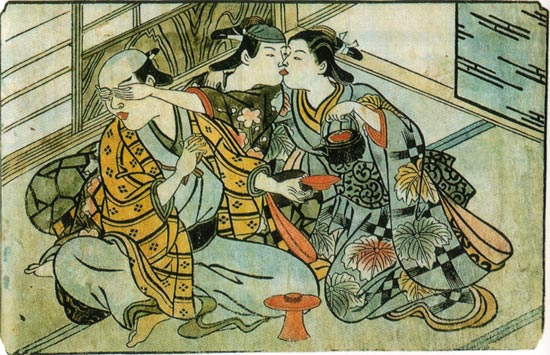
Un attore di kabuki che opera in nero anche come "lavoratore del sesso", in qualità di "giocattolo" del suo cliente; godendo anche dei favori della ragazza che serve. Nishikawa Sukenobu, Shunga in stile xilografia a stampa, inchiostro su carta, Era Kyōhō (1716-1735).

### Giappone

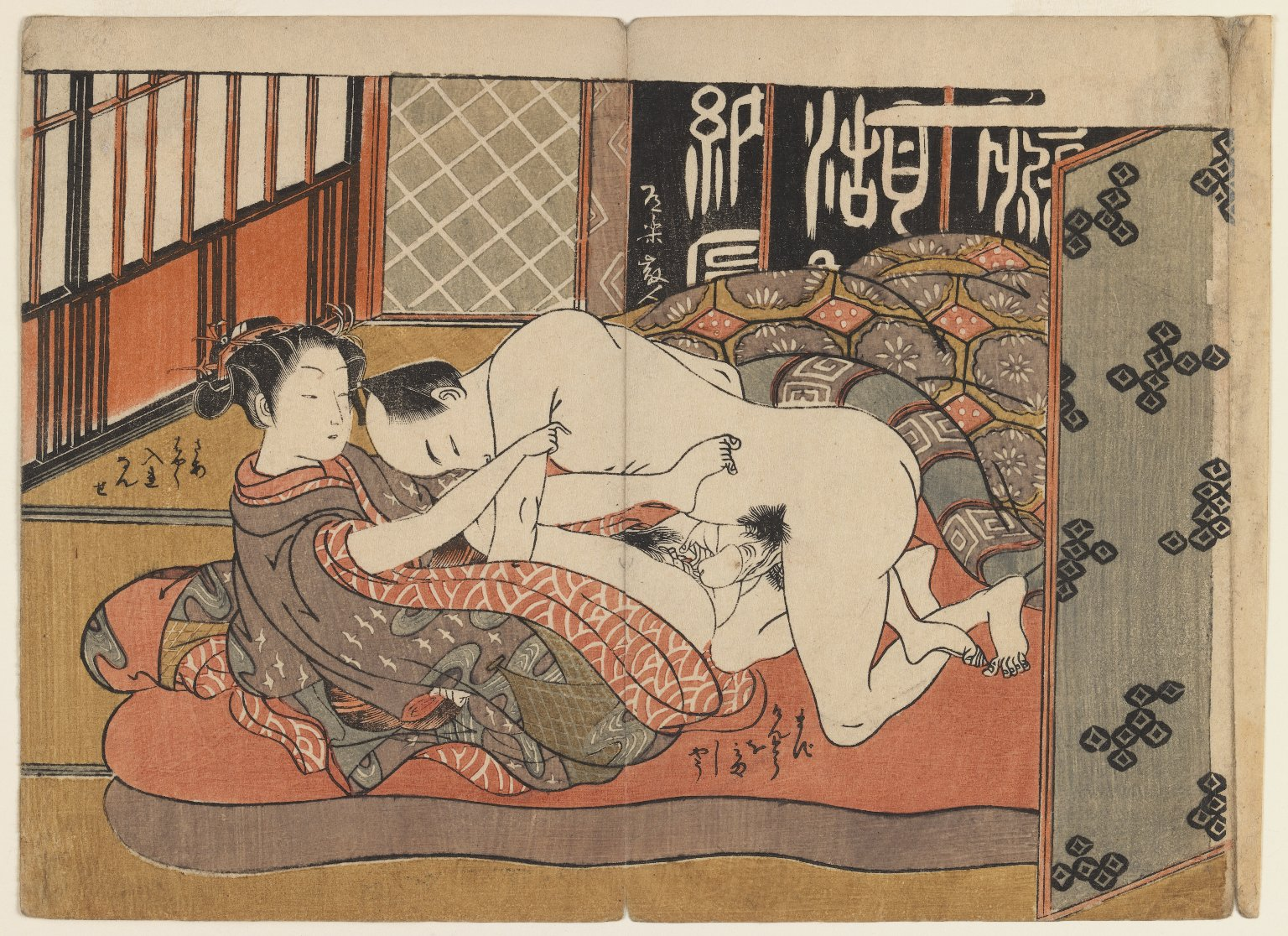
Amore di coppia (XVIII secolo).

In quello che è stato spesso considerato come essere il primo romanzo scritto al mondo, il Genji Monogatari, che risale all'VIII secolo d.C. circa, l'erotismo è trattato come parte centrale della vita estetica della nobiltà. Le interazioni sessuali del principe Genji vengono descritte con dovizia di particolari ed in tono oggettivo.
Mentre la maggior parte delle sue interazioni erotiche coinvolgono le donne, v'è però un episodio eloquente in cui il protagonista, dopo aver compiuto un viaggio abbastanza lungo per poter far visita ad una delle sue numerose amanti, trovandola assente si rivolge al fratello minore della signora che scopre essere molto disponibile: come partner erotico il ragazzo risulta così essere altrettanto soddisfacente della donna.
Frequentemente un insieme di idee superficiali per quanto riguarda il mondo sessuale giapponese è quello espresso sopra l'istituzione della geisha: piuttosto che essere una prostituta, era invece una donna addestrata nelle arti come la musica e la conversazione colta e che era disponibile anche per tutta una serie di interazioni sociali non-sessuali con la clientela maschile.
Queste donne differivano dalle mogli comuni in quanto queste ultime non erano solitamente pronte ad altro o a qualcosa di diverso al di là dell'adempimento de doveri domestici; così l'uomo che desiderava intrattenere un rapporto di natura più elevata anche intellettualmente non aveva altra scelta che rivolgersi alle geishe.

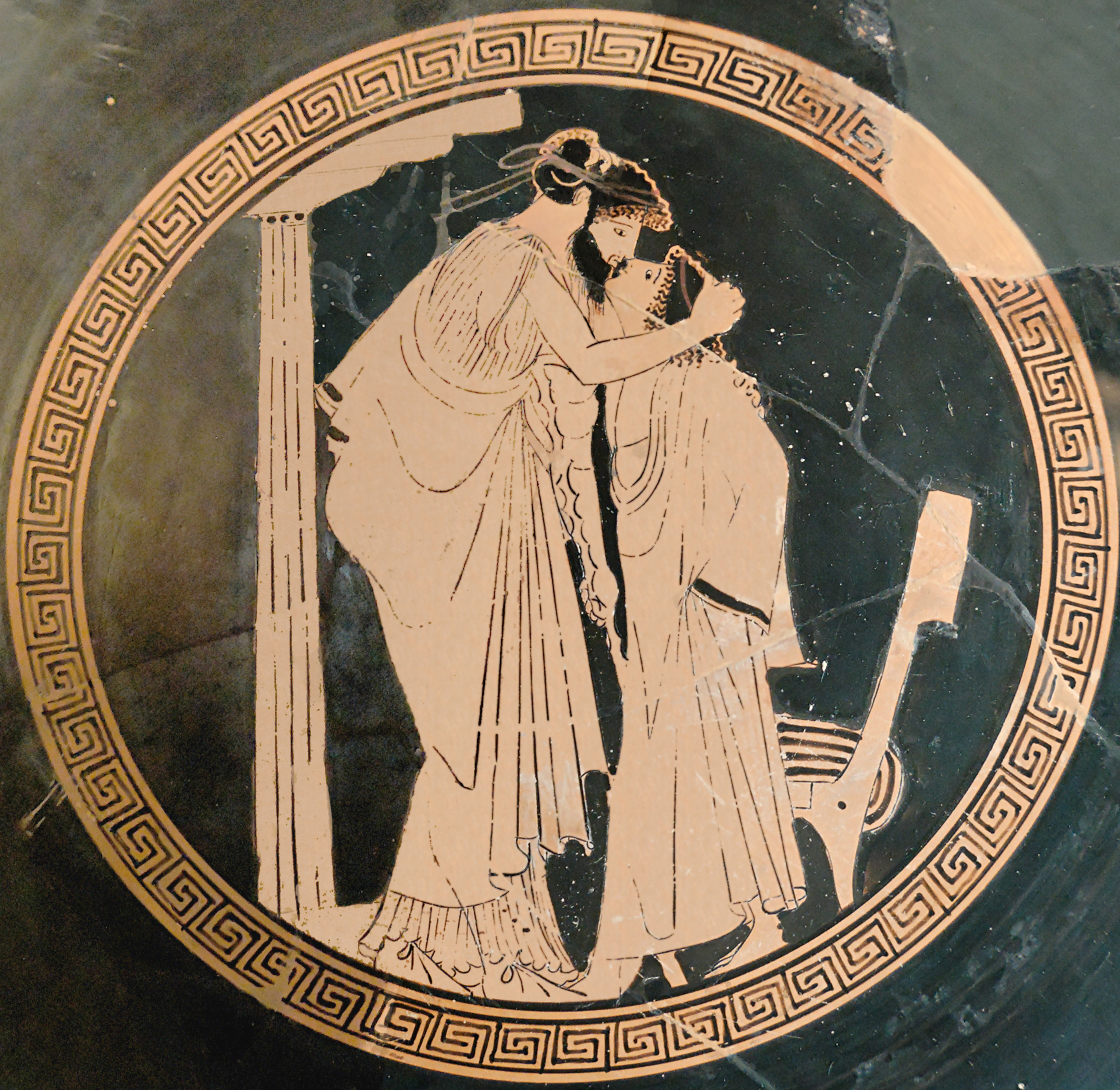
Un uomo bacia il suo amante maschio più giovane (480 a.C. circa).

### Antichità classica

#### Grecia
Nell'antica Grecia il simbolismo fallico era spesso presente sotto forma di Erma, un oggetto di culto che rappresentava simbolicamente la fertilità; ciò trova espressione sia nella scultura greca che altre forme d'arte: l'idea maschile della sessualità femminile di un greco antico era che le donne invidiavano la virilità dell'uomo. Le mogli sono state sempre considerate poco più che come merce di scambio e strumenti per generare figli legittimi; esse hanno dovuto inoltre competere sessualmente con l'eromenos maschio, l'etera femmina e gli schiavi in genere nelle loro stesse case.
Sia l'omosessualità che la bisessualità, sotto forma di pederastia, erano vere e proprie istituzioni sociali e costituivano una parte integrante della pedagogia non solo nell'educazione, ma pure nell'arte, nella religione e finanche nella politica. Pur non essendo sconosciute, le relazioni tra adulti dello stesso sesso venivano invece decisamente disapprovate; mentre anche gli eventuali rapporti tra donne erano di natura essenzialmente pederastica.
Nell'antica Grecia, era un fatto comune per gli uomini la possibilità di intrattenere rapporti sessuali con giovani maschi: queste pratiche erano un segno costitutivo di maturità per i ragazzi i quali a loro volta, divenuti adulti e uomini fatti, venivano ad assumere loro stessi il ruolo di mentori sessuali per altri adolescenti.

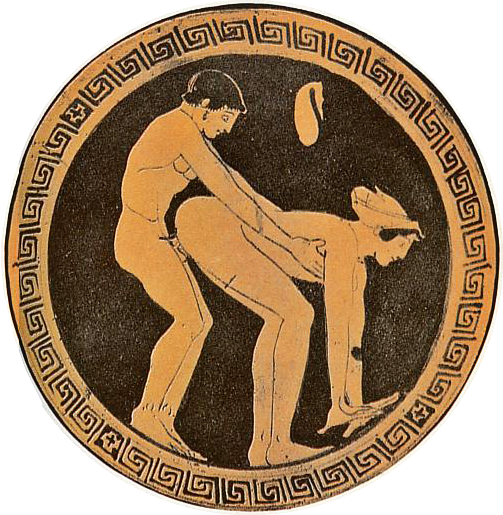
Cliente e prostituta (un sacchetto di denaro è appesa al muro) nella posizione da dietro (470 a.C. circa).

Gli antichi uomini greci credevano che la raffinatezza, anche in ambito di prostituzione, fosse necessaria per aumentare il piacere e diverse classi di prostitute erano disponibili, a seconda delle disponibilità economiche del cliente. L'"Hetaera" (etera), educata ed abituata ad intrattenere gli uomini come una compagnia intelligente - non solamente per il piacere fisico quindi ma anche per quello intellettuale - era riservata ai cittadini più distinti; mentre le "peripatetiche" o prostitute camminatrici sollecitavano i loro affari per le strade: vi era infine anche la possibilità di utilizzare una giovane donna adibita alla prostituzione sacra all'interno dei templi consacrati e pagando un prezzo più elevato. A Corinto, una città portuale sul Mar Egeo, il tempio riservato alle prostitute sacre conteneva almeno un migliaio di donne e ragazze..
La violenza sessuale - solitamente in un contesto di guerra - era comune ed era intesa dagli uomini come un "diritto di dominio"; invece lo stupro nel senso di "sequestro" seguito da un amore consensuale è stato rappresentato più volte nella mitologia e nei racconti che narravano le gesta e le vicende degli eroi, quando non degli stessi dèi della religione greca: Zeus, il Signore degli Olimpi, è stato celebre per aver rapito molte donne tra cui Leda nella forma di un cigno, Danae travestito da pioggia d'oro, Alcmena travestito da suo marito. Infine Zeus ha anche rapito un bellissimo ragazzo di cui si innamorò perdutamente, il principe adolescente del popolo dei troiani Ganimede, un mito quest'ultimo parallelo e personalizzato alla versione originaria cretese e riferentesi all'istituzione sociale della pederastia cretese.

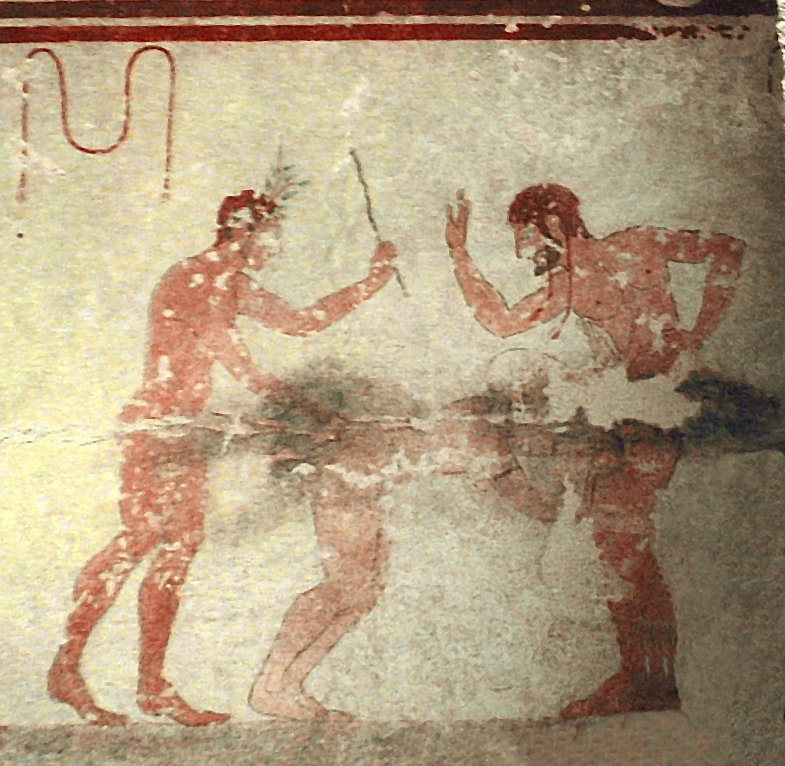
Scena di sesso a tre nella tomba Della Fustigazione a Monterozzi, Tarquinia.

#### Etruria
Gli antichi Etruschi avevano opinioni molto diversificate nei riguardi della sessualità, ciò se confrontato con gli altri popoli antichi europei, la maggior parte dei quali aveva ereditato le tradizioni derivanti dagli indoeuropei e punti di vista alquanto patriarcali sui ruoli di genere.
Gli scrittori greci, come Teopompo e Platone, danno alle popolazioni etrusche la denominazione di "immorali" e dalle loro descrizioni veniamo a sapere che le donne spesso intrattenevano rapporti sessuali con uomini che non erano i loro mariti e che nella loro società i bambini non venivano classificati come "illegittimi" solo perché non si sapeva chi fosse il padre. Teopompo ha anche descritto vari riti orgiastici, ma non è chiaro se fossero una consuetudine comune o solo un rituale minore dedicato a una certa divinità.

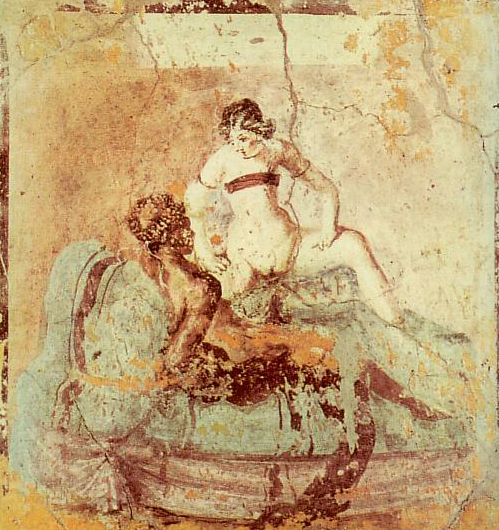
Pittura murale proveniente da Pompei antica e raffigurante la posizione con donna sopra, tra i più favoriti nell'arte romana: anche in scene di sesso esplicite, i seni della donna rimangono spesso coperti.

#### Roma
Il cittadino romano ha il dovere di controllare il proprio corpo; questo domino su di sé è stato fondamentale per il concetto di sessualità maschile nella Repubblica romana. Il concetto di "Virtù" (virtus, da vir - "maschio") è stato identificato con l'idea di mascolinità. La virtù equivalente per i cittadini di sesso femminile di buona posizione sociale era la "pudicitia" o senso del pudore, una forma di integrità sessuale che ha rappresentato la loro attrattiva; il tutto sottoposto ad un ideale di auto-controllo.
La sessualità femminile veniva incoraggiata, ma solamente all'interno del matrimonio. Nella società fortemente patriarcale dell'antica Roma dominata dal paterfamilias, un "vero uomo" avrebbe dovuto governare se stesso e gli altri egualmente bene e non avrebbe mai dovuto cedere all'uso eccessivo e senza freni del piacere. I comportamenti intimi tra persone dello stesso sesso non sono stati mai percepiti come una diminuzione dell'intrinseca mascolinità di un romano, a patto che all'interno del rapporto omosessuale questi avesse svolto il ruolo predominante penetrativo/attivo (vedi attivo e passivo nel sesso).
Partner maschili erano accettabili soltanto se socialmente inferiori, come i ragazzi che si dedicavano alla prostituzione maschile e gli schiavi; il sesso svolto con minori maschi nati liberi era invece stato formalmente proibito sin dai tempi della Lex Scantinia. I termini "Omosessuale" ed "eterosessuale" dunque non costituiscono la dicotomia primaria del pensiero romano sulla sessualità, e tra i latini non esistono parole per indicare questi concetti.
Raffigurazioni della sessualità quantomai libere sono abbondanti sia in letteratura romana che nell'arte romana. Il fascinus o "fascino fallico" era una decorazione onnipresente, assieme ai tintinnabulum. Le posizioni sessuali in scene di vita quotidiana sono rappresentate in grande varietà tra i dipinti murali conservate a Pompei ed Ercolano (vedi arte erotica a Pompei e Ercolano). Celebri testi poetici hanno celebrato l'amore fisico, l'Ars amatoria (o Arte d'amare) scritto dal poeta latino di epoca augustea Publio Ovidio Nasone giocosamente istruisce uomini e donne in modo da attrarre e godere dei propri amanti.
Teorie elaborate della sessualità umana sulla base della filosofia greca sono state sviluppati da pensatori come Tito Lucrezio Caro e Seneca. I racconti della mitologia classica infine trattano spesso temi sessuali, come l'identità di genere, l'adulterio, l'incesto e lo stupro: la conquista sessuale anche forzata è stata una metafora frequente per tutto l'imperialismo romano.
Come anche per altri aspetti della vita romana, la sessualità è stata sostenuta e disciplinata dalla tradizionale religione romana, sia attraverso il culto pubblico dello Stato che nelle pratiche religiose private e all'interno dei rituali di magia. Marco Tullio Cicerone ha ritenuto che il desiderio di procreare (la libido) è stato "il vivaio della repubblica", così come è stata la causa per la prima forma di istituzione sociale, l'istituto del matrimonio romano, che a sua volta ha creato la famiglia, considerato dai romani come il fondamento di costruzione della civiltà.. Il diritto romano ha fortemente penalizzato i crimini sessuali (stuprum), in particolare lo stupro, così come l'adulterio. Un marito romano, però, arriva a commettere il reato di adulterio solo quando il suo partner sessuale è una donna romana già sposata.
La prostituzione nell'antica Roma era legale, pubblica e diffusa. Intrattenitori di qualsiasi genere venivano assunti per essere sessualmente disponibili (vedi infamia), e i gladiatori erano considerati sessualmente affascinanti sia dalle donne che da molti uomini. Agli schiavi (vedi schiavitù nell'antica Roma) infine mancava qualsivoglia personalità giuridica ed erano quindi assai vulnerabili di subire una qualche forma di sfruttamento sessuale.
La dissoluzione degli ideali repubblicani di integrità fisica in relazione alla libertà politica contribuisce e si riflette con la crescita esponenziale della licenza sessuale e la decadenza associata all'impero romano. Col tempo sono state espresse anche forti preoccupazioni per la perdita della libertà e la subordinazione del cittadino all'imperatore, oltre che da un aumento percepito nel comportamento omosessuale passivo tra gli uomini liberi.

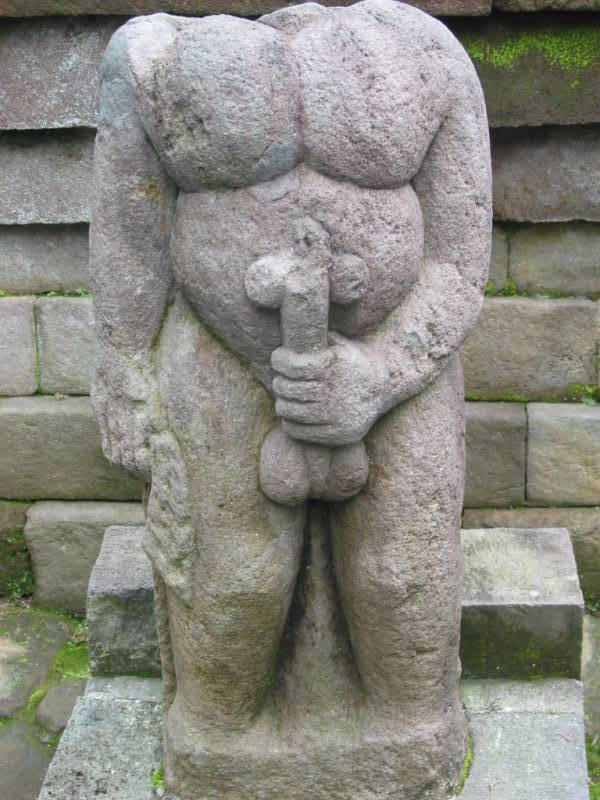
Scena di masturbazione in una scultura indonesiana a Candi Sukuh.

## Epoca moderna

### Polinesia francese
Le isole della polinesia francese sono rimaste note per la singolare e avanzata cultura sessuale della loro popolazione. Molte delle attività sessuali che venivano considerate come una vera e propria forma di tabù all'interno della cultura occidentale erano invece intese a seconda dei casi dalla cultura nativa; il contatto con le società occidentali ha fatto cambiare molte di queste usanze, così che la ricerca sulle loro storie sociali preindustriali dev'essere per lo più fatta consultando i documenti antichi.
I bambini dormivano nella stessa camera da letto dei genitori e sono stati in grado di osservarli mentre questi intrattenevano rapporti sessuali: la simulazione del rapporto è divenuta in tal modo reale penetrazione sessuale appena i ragazzi si trovavano in grado di eseguirla. L'adulto da parte sua trovava che la simulazione del sesso da parte dei bambini fosse una cosa divertente. Come i bambini di avvicinavano all'età di 11 anni i loro atteggiamenti si spostavano di volta in volta verso le ragazze.
Il sesso prematrimoniale non era incoraggiato, ma è stato nella generalità dei casi permesso; le uniche restrizioni alla libera sessualità adolescenziale erano l'incesto, le regolamentazioni sull'esogamia e la possibilità di ottenere le figlie di alto rango che dovevano ancora partorire un primogenite di lignaggio riconosciuto incontestabilmente. Dopo aver partorito il loro primogenito, anche alle donne di alto rango poteva essere permesso intrattenere relazioni extraconiugali.
Jurij Fëdorovič Lisjanskij, esploratore ed ufficiale della Voenno-morskoj flot Rossijskoj Imperii (l'imperiale marina russa) di origine ucraina, ebbe ad annotare nelle proprie memorie: "Il giorno dopo, non appena è stato chiaro, eravamo circondati da un'ancora più grande moltitudine di queste persone. Ora c'erano un centinaio di donne, almeno; e praticavano tutte le arti espressive indecenti e del gesto, per ottenere l'ammissione a bordo. Fu solo con difficoltà che ho potuto ottenere dal mio equipaggio l'obbedienza agli ordini che avevo dato su questo tema. Tra queste femmine ve ne erano alcune di non più di dieci anni di età. Ma la gioventù, a quanto pare, non rappresenta qui nessuna prova di innocenza; questi bambini, come io li chiamo, rivaleggiano con le loro madri nella lascivia dei loro movimenti e delle arti di allettamento.".
Adam Johann von Krusenstern nel suo libro incentrato sulla stessa spedizione di quella effettuata da Jurij riferisce che un padre portò a bordo della sua nave una ragazzina all'incirca di 10-12 anni e questa si mise ad avere incontri sessuali con l'equipaggio. Secondo poi il libro del francese Charles Pierre Claret de Fleurieu e di Étienne Marchand (1755-1793) le bambine di 8 anni conoscevano già molto bene la sessualità ed eseguivano diversi tipi di atti sessuali in pubblico.

### XX secolo
La seconda rivoluzione sessuale è stato un cambiamento sostanziale nella morale sessuale e nel relativo comportamento sessuale in tutto l'Occidente negli anni tra il 1960 e i primi anni del 1970. Un fattore determinante nel cambiamento dei valori relativi alle attività sessuali è stata l'invenzione di nuove tecnologie efficienti per il controllo personale della capacità di entrare in gravidanza; prima fra tutte è stata, in quel momento, la prima pillola anticoncezionale.
Poco dopo o contemporaneamente leggi che liberalizzavano l'aborto in molti paesi in egual maniera hanno reso possibile in modo sicuro e legale di interrompere una gravidanza indesiderata, senza il dover invocare l'ipotesi di una nascita che presentasse grave pericolo per la salute della madre.

## Relazioni tra persone dello stesso sesso
Gli atteggiamenti della società verso le relazioni omosessuali sono variati anche notevolmente nel corso del tempo e dal luogo, da una libertà per tutti i maschi di impegnarsi in relazioni omosessuali, all'integrazione attraverso l'accettazione, al vederne la pratica come un peccato minore, alla repressione attraverso l'applicazione della legge e dei meccanismi giudiziari, fino allo stato di proscrizione sotto pena di morte.
In una raccolta dettagliata di storici ed etnografici nei confronti delle culture pre-industriali abbiamo una "forte disapprovazione dell'omosessualità che è stato segnalato per il 41% di 42 culture, è stato invece accettato o ignorato rispettivamente dal 21% e dal 12%; inoltre è stato rilevato che un tale concetto nel 59% dei casi riguardanti 70 etnie differenti ha avuto come risultato che l'omosessualità era assente o rara nella frequenza e nel 41% restante era invece ben presente e attivamente praticata".
Nelle culture influenzate dalle religioni abramitiche, la legge e la Chiesa hanno stabilito l'atto di sodomia come una trasgressione contro la legge divina o un crimine contro la natura. La condanna del sesso anale tra maschi, invece, precede la fede cristiana. Era frequente nell'antica Grecia e la sua connotazione di atto "innaturale" può essere fatta risalire a Platone, nelle Leggi.
Molti personaggi storici, tra cui Socrate, Lord Byron, Edoardo II d'Inghilterra e l'imperatore Adriano, hanno avuto relazioni omosessuali continuative ed oggi potrebbe esser loro tranquillamente attribuita la definizione di gay o comunque di bisessuali; alcuni studiosi, come Michel Foucault in Storia della sessualità (1986), hanno però considerato questa trasposizione come l'introduzione anacronistica di una costruzione contemporanea della sessualità del tutto estranea nei tempi antichi; tale conclusione viene comunque contestata da altri studiosi.
Una tesi diffusa è che nessuno durante l'antichità classica o nel Medioevo ha vissuto l'omosessualità come una modalità esclusiva e permanente di esistenza, ma neppure come definizione della propria sessualità. John Boswell ha contrastato questa argomentazione citando scritti antichi greci, tra cui quelli platonici, in cui si descrivono individui che presentano l'omosessualità esclusiva.

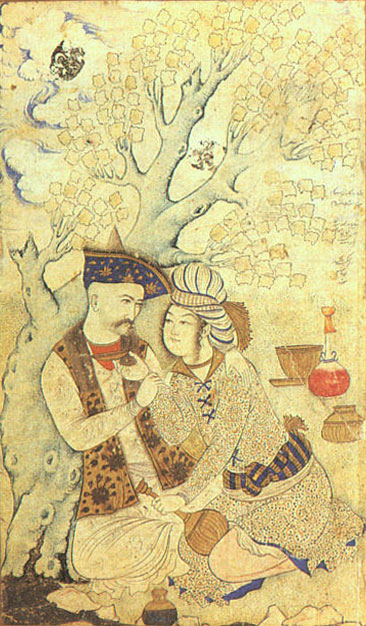
Shah Abbas I abbraccia il suo ragazzo. Dipinto di Muhammad Qasim, 1627.

## Bibliografia

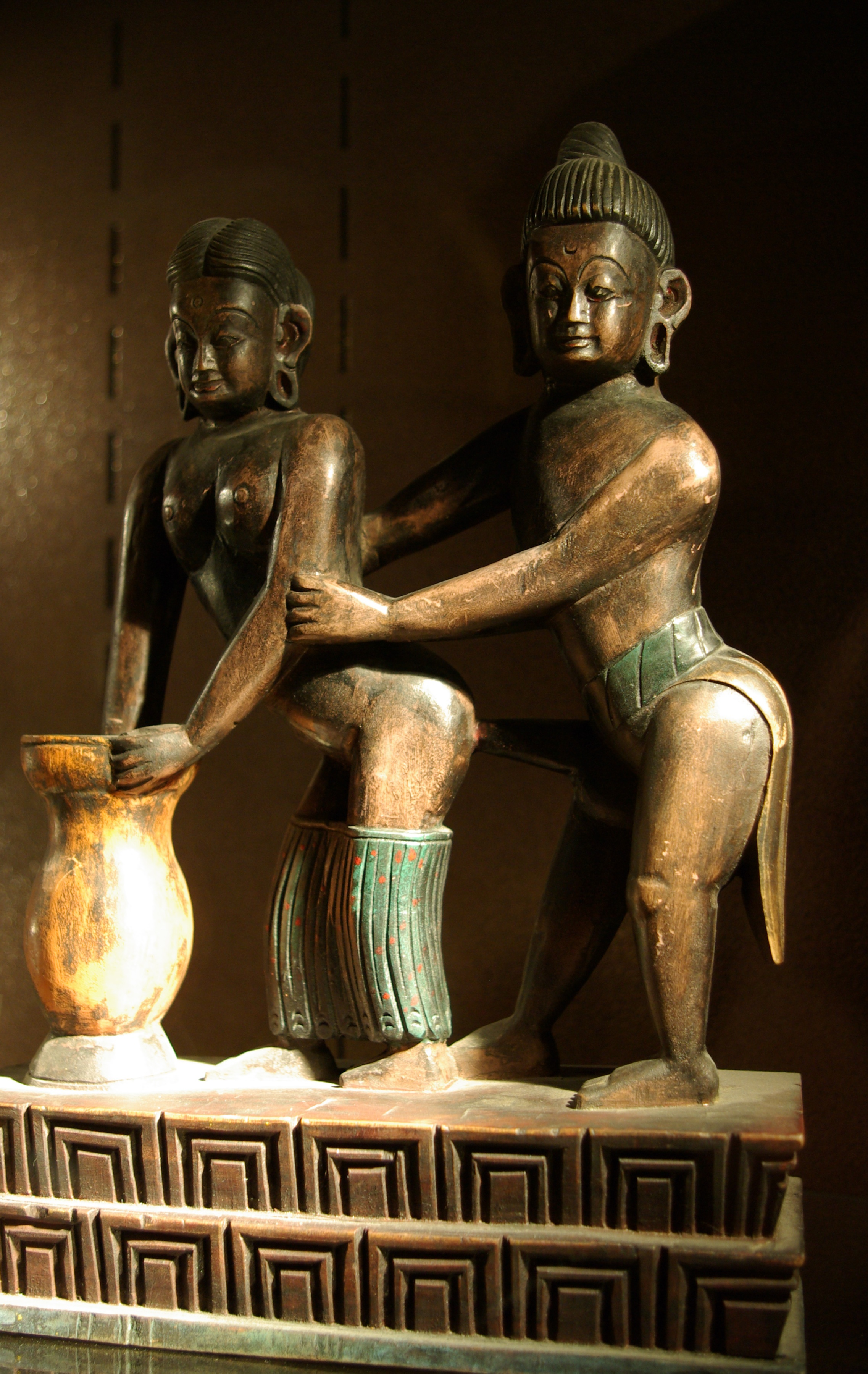
Opera nepalese che illustra la posizione da dietro al "Museo dell'erotismo" di Parigi.

### Pederastia
Molte culture hanno normalizzato o addirittura promosso le relazioni amorose tra maschi adulti e giovani, di solito nell'età dell'adolescenza; questo rapporto è chiamato pederastia. Qui i partners potevano entrare in una forma di amicizia romantica di tipo pedagogico quando non in vere e proprie storie d'amore che avevano anche una dimensione che sfociava nell'erotismo. Anche se di solito espresse sessualmente, non erano infrequenti anche quelle che si mantenevano caste.
Se diventava sessuale, quella fase del rapporto durava fino a quando il ragazzo non era pronto per l'età adulta e il matrimonio. Altre culture hanno visto tali relazioni come contraria ai loro interessi - spesso per motivi religiosi - e hanno cercato di escluderne la possibilità o stigmatizzarla fortemente.

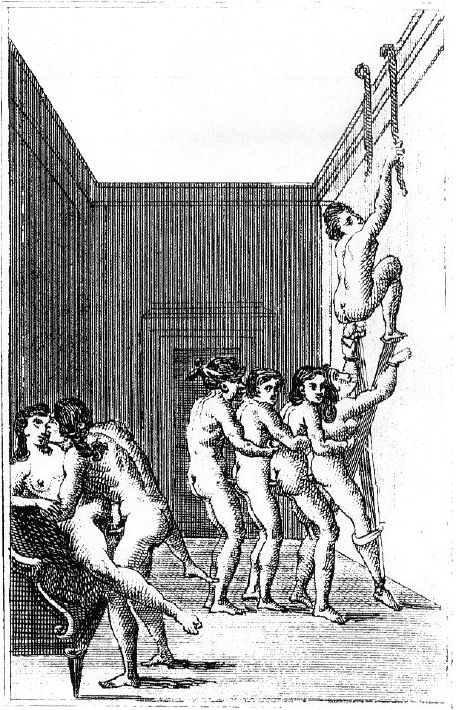
Illustrazione tratta da La nuova Justine (1797) del Marchese de Sade.

## Le religioni e il sesso

### Ebraismo
Nella legge ebraica il sesso non viene considerato come intrinsecamente peccaminoso o vergognoso sempre che sia condotto nell'alveo matrimoniale, né tanto meno era considerato come un male necessario ai fini della procreazione; l'estrinsecazione della sessualità viene considerata come una serie di atti provati e santi compiuti tra marito e moglie. Certe pratiche sessuali devianti, elencate qui di seguito, sono altresì considerate gravemente come abomini immorali e talvolta punibili addirittura con la morte.
Il residuo del sesso, come qualsiasi altro fluido corporeo perduto, è sempre stato considerato impuro al di fuori del corpo e richiedeva un'abluzione di purificazione. Recentemente, un certo filone di studiosi hanno messo in dubbio che l'Antico Testamento abbia vietato con forza ogni forma di omosessualità, sollevando questioni di traduzione e di riferimenti ad antiche pratiche culturali. L'omosessualità, tuttavia, nel giudaismo rabbinico veniva denunciata con chiarezza.

#### Legge mosaica
- E Dio li benedisse e Dio disse loro: "Siate fecondi e moltiplicatevi e riempite la terra e soggiogatela e dominate sui pesci del mare e sugli uccelli del cielo e su tutte le bestie che calpestano sulla terra. (Genesi 1:28)

La Torah, pur essendo assai franca nella sua descrizione di vari atti sessuali, proibisce certi rapporti. Vale a dire, l'adulterio, tutte le forme di incesto, l'omosessualità maschile, la zoofilia, ed introdusse l'idea che non si debba avere rapporti sessuali durante il periodo o ciclo della moglie:
- Non ti unirai carnalmente con la moglie del tuo prossimo, per diventare contaminato da lei. (Libro del Levitico 18,20)
- Non avrai relazioni carnali con un uomo, come con una donna: è cosa abominevole. (Levitico 18:22).
- E con nessun animale devi convivere, per non diventare contaminato da esso. E una donna non deve stare di fronte a un animale e a convivere con esso; questo è la depravazione. (Lev. 18:23)
- E per una donna durante l'immondezza della sua separazione, non potrai venirle vicino per scoprirne la nudità. (Lev. 18:19)

I passaggi di cui sopra possono, tuttavia, essere suscettibile di interpretazione moderna. I significati originali di questi versi non sono cambiati, ma le loro interpretazioni potrebbero essere cambiate dopo che siano stati tradotti in altre lingue. Questo punto di vista però, è stato contrastato dai conservatori.

### Cristianesimo
Il cristianesimo ha ribadito ulteriormente gli atteggiamenti ebraici sulla sessualità con due nuovi codici. In primo luogo vi fu la riproposizione dell'idea che il matrimonio fosse assolutamente esclusivo e indissolubile, inserendo nuove norme per quanto riguardava il divorzio fornendo ulteriori indicazioni sul divorzio e ampliando i motivi e i principi alla base di tali leggi.
In secondo luogo ai tempi dell'Antico Testamento il matrimonio era una questione quasi universale, in continuità con il "matrimonio totale" già avvenuto nel Giardino dell'Eden, ma nel Nuovo Testamento la traiettoria si estese verso l'obiettivo di nessun matrimonio "nei nuovi cieli e nella nuova terra" (vedi Vangelo di Matteo 22).
Pertanto in pratica la nuova era successiva a Gesù ha ora il matrimonio soltanto come normativa, mentre il celibato rimane un dono prezioso in sé.

#### Nuovo Testamento
Il Nuovo Testamento risulta essere abbastanza chiaro sui principi relativi alle relazioni sessuali; in una delle sue lettere rivolte alla Chiesa di Corinto Paolo di Tarso risponde direttamente ad alcune domande che essi gli hanno sottoposto:
(Prima lettera ai Corinzi 7: 1-9)
Paolo qui parla in una situazione in cui la Chiesa stava cadendo verso la lussuria ed alcuni membri utilizzavano perfino le prostitute (6:16), mentre altri sostengono l'idea di una "spiritualità superiore" che nega ingiustamente il piacere delle cose terrene, inclusa l'astinenza dal piacere sessuale [7: 1]. Paolo scrive loro per spiegare il contesto giusto per poter praticare la sessualità all'interno del vincolo matrimoniale e l'importanza delle coppie che continuano ad avere rapporti e che si danno reciprocamente piacere, ma li incoraggia a perseguire il celibato, come spiega in seguito [7: 32-35]: in tal modo si può dedicare più tempo ed energia al prossimo (a chiunque Dio abbia concesso quel dono) [7: 7].
Molti altri passaggi si riferiscono al sesso o al matrimonio.

#### Pensiero cristiano più tardo
Agostino d'Ippona affermava che, prima della caduta di Adamo, non vi era alcun desiderio nell'atto sessuale, ma che bensì questo si trovava completamente subordinato alla ragione umana. Più tardi i teologi conclusero in modo del tutto simile sul fatto che la lussuria implicata nella sessualità fosse il risultato del peccato originale, ma quasi tutti convennero che si trattasse solamente di un peccato veniale se fosse avvenuto all'interno dell'istituto matrimoniale e senza inutile brama di lussuria.
Nelle chiese riformate, come rappresentate ad esempio dalla Confessione di fede di Westminster, vengono tratti tre scopi dal matrimonio: quello per incoraggiamento reciproco, sostegno e piacere, quello per avere figli ed infine quello per prevenire il peccato lussurioso.
Al giorno d'oggi molti cristiani hanno adottato l'opinione secondo cui non esiste alcun peccato nel godimento ingiustificato delle relazioni coniugali. Alcuni cristiani tendono a limitare le circostanze e il grado a cui il piacere sessuale è moralmente lecito, ad esempio nella costruzione dell'autocontrollo per impedire che la sessualità divenga una dipendenza o ne venga fatto un uso troppo frequente.

### Induismo
In India l'induismo ha accettato un atteggiamento aperto verso il sesso come arte, scienza e pratica spirituale. I pezzi più famosi della letteratura indiana nei riguardi del sesso sono il Kamasutra (Aforismi sull'amore) e il Kamashastra (da Kama=piacere e shastra=conoscenza o tecnica specializzata).
Questa raccolta di scritti sessuali espliciti, sia spirituali che pratici, copre la maggior parte degli aspetti del corteggiamento e del rapporto sessuale; il testo è stato assemblato nella forma che noi oggi conosciamo dal saggio Vatsyayana a partire da un manoscritto che era stato a sua volta distillato da una compilazione precedente. Si pensa che il testo attuale sia stato scritto nella sua forma definitiva tra il III e il V secolo.
D'interesse notevole sono anche le scultura intagliate nei mandir (templi indiani), in particolare il Tempio Kaṇḍāriyā Mahādeva sito a Khajuraho. La raffinata rappresentazione di un sesso disinibito suggerisce una società libera e tempi in cui le persone pensavano di affrontare apertamente tutti gli aspetti della vita. D'altra parte un gruppo di pensatori crede che la rappresentazione di sculture sessualmente implicite al di fuori dei templi indichi che bisognasse entrare nei templi per poter uscire dai desideri imposi da Kama.
A parte il  Kamashastra di Vatsyayana, che rimane senza dubbio il più famoso di tutti questi scritti, esiste un certo numero di altri libri, ad esempio:
- il Koka Sastra (o Ratirahasya), traduzione letterale - segreti (rahasya) dell'amore (rati, l'unione);
- Il Panchasakya, o le cinque frecce (panca) (sakya);
- Il Ratimañjarī di Jayadeva, o la ghirlanda (manjari) dell'amore (rati, l'unione)
- LAnanga Ranga, o il palcoscenico dell'amore.

I segreti dell'amore sono stati descritti anche da un poeta denominato Kukkoka; si crede che egli possa aver scritto questo trattato per ringraziare del lavoro svolto un re di nome "Venudutta". Questo lavoro è stato in seguito tradotto in lingua hindi ed il nome dell'autore è divenuto il breve Koka e il libro che ha scritto è stato chiamato Koka Sastra, che significa letteralmente "le dottrine di Koka", identiche al Kama Shastra, o dottrine d'amore; i nomi Koka Shastra e Kama Shastra hanno finito per essere utilizzati intercambiabilmente.

### Islam
Nell'Islam il rapporto sessuale viene consentito solo dopo il matrimonio e solo con il coniuge; il sesso al di fuori del matrimonio è vietato. Esso rientra nei Zina (rapporti illeciti); anche l'adulterio viene considerato un peccato ed è strettamente proibito e punito dalla legislazione religiosa. Secondo il capitolo Al-Israa, il versetto 32 del Corano, Allah vieta ai musulmani di avvicinarsi/impegnarsi in zina e ad avere rapporti con altri che non sia il coniuge.
Poiché il matrimonio è solo tra un uomo e una donna, qualsiasi rapporto sessuale tra due uomini è vietato; l'islam non accetta l'omosessualità e non consente il sesso anale anche tra coppie sposate e anche durante il ciclo mestruale. Inoltre il sesso viene considerato come un atto di carità se fatto con le giuste intenzioni; l'inclinazione che cerca mezzi sessuali al di fuor del matrimonio deve abbassare lo sguardo all'esterno.

## Zoofilia
La zoofilia o "bestialità" si riferisce all'attività sessuale tra esseri umani e altri animali; probabilmente essa risale ai tempi della preistoria. Le raffigurazioni di esseri umani e animali in un contesto sessuale appaiono raramente nell'arte rupestre europea, che inizia intorno all'insorgere del neolitico con la domesticazione degli animali.
La bestialità è rimasta un tema comune nella mitologia e nel folclore attraverso il periodo classico e nel Medioevo (ad esempio con il tema di Leda e il Cigno) ed alcuni autori antichi affermavano di documentarla come una pratica regolare ed accettata, anche se solitamente solo nelle altre culture.
Il divieto giuridico esplicito del contatto sessuale umano con gli animali è un'eredità delle religioni abramitiche; l'Antico Testamento (Bibbia ebraica) impone la pena di morte sia sulla persona sia sull'animale coinvolto in un atto di bestialità. Ci sono molti esempi noti risalenti all'Europa medioevale di persone ed animali giustiziati per aver commesso bestialità. Con l'arrivo dell'Illuminismo la bestialità è stata inserita in uno spettro di altri "crimini contro la natura" sessuale nelle leggi sulla sodomia, solitamente rimanendo un crimine capitale.
La bestialità rimane illegale nella maggior parte dei paesi e porta ad una condanna. Sebbene le argomentazioni religiose di "crimine contro la natura" possano ancora essere utilizzate per giustificarne la proibizione, oggi la questione centrale è data dalla capacità o meno da parte degli animali di dare il consenso: viene difatti affermato che il sesso con gli animali è intrinsecamente abusivo (vedi abuso sessuale).
Accomunata alla parafilia, l'arrivo di internet ha permesso la formazione di comunità zoofile le quali hanno iniziato a proporre di considerare la zoofilia come una forma di sessualità alternativa e quindi chiedendo la legalizzazione della bestialità.

## Prostituzione
La prostituzione è la vendita di servizi sessuali, come il sesso orale o il vero e proprio rapporto sessuale. La prostituzione è stata descritto anche come l'esser il "mestiere più antico del mondo".
In alcune culture, la prostituzione è stato un elemento della pratica religiosa. La prostituzione sacra è ben documentata nelle antiche culture del vicino Oriente, come quelle dei Sumeri, dei Babilonesi, dell'antica Grecia e dell'antico regno di Israele, dove le prostitute appaiono nella Bibbia. In Grecia, le "hetaerae" (vedi etera) erano molto spesso donne di classe sociale elevata, mentre a Roma le "meretrices" erano invece di ordine sociale inferiore. Le Devadasi, le prostitute presenti nei templi indù nelI'India meridionale sono state messe fuorilegge dal governo indiano a partire dal 1988.

## Infezioni sessuali

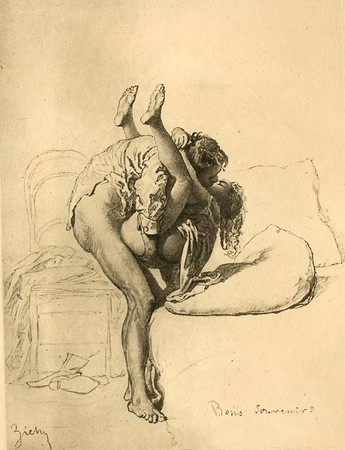
Scena di sessualità eterosessuale, opera di Mihály Zichy (inizio '900).

Per gran parte della storia umana le malattie veneree (trasmesse per via sessuale) sono state un flagello dell'umanità; esse sconvolsero la società fino alla scoperta dell'antibiotico. Il seguente sviluppo di un profilattico poco costoso e dell'educazione sessuale ha contribuito a ridurre i rischi. Per un periodo di circa trent'anni (nella seconda metà del XX secolo) la loro minaccia si è ridotta.
Tuttavia a causa della libera circolazione delle persone e della distribuzione incontrollata di antibiotici, gli organismi resistenti ad essi si diffondono rapidamente ed arrivano a costituire una minaccia per le persone che hanno più di un partner sessuale.

## AIDS
La comparsa dell'AIDS ha contribuito a modificare radicalmente la sessualità moderna. Ai suoi inizi venne notato (anche se molti storici ritengono che il primo caso fosse nel 1959) che esso si diffondeva principalmente tra gli uomini gay e gli utilizzatori di sostanze stupefacenti tra la fine degli settanta e gli anni ottanta del XX secolo.
Oggi la maggioranza delle vittime sono donne, uomini e bambini eterosessuali nei paesi in via di sviluppo. Nella maggior parte di questi paesi la paura dell'epidemia ha drasticamente cambiato molti aspetti della sessualità umana del XX secolo. La paura nei confronti dell'AIDS ha condotto ad una rivoluzione nell'educazione sessuale, che ora si concentra molto più sull'uso di adeguate protezioni (vedi il profilattico) e anche dell'astinenza, spendendo molto più tempo a discutere sulle malattie veneree.
Altri effetti di questa malattia si verificano profondamente ed influenzano radicalmente la vita media prevista come viene segnalato da BBC News: "[La vita media prevista] sta subendo un brusco calo in molti paesi africani; una bambina nata oggi in Sierra Leone potrebbe aspettarsi di vivere solo fino a 36 anni, a differenza del Giappone, dove la neonata di oggi potrebbe raggiungere gli 85 anni in media".